# Suanécia
Suanécia, Alta Suanécia ou Suânia (em georgiano: სვანეთი; romaniz.: Svaneti) é uma região histórica no noroeste da Geórgia. Chamada de Suânia nas fontes antigas, a região foi tradicionalmente habitada pelos suanos, uma subdivisão étnica dos georgianos. A Alta Suanécia foi declarada Património Mundial da Humanidade em 1996.
Preservado pelo seu longo isolamento e inacessibilidade, esta região do Cáucaso é um excepcional exemplo da mistura de uma paisagem montanhosa com aldeias medievais e casas-torres. A aldeia de Chajaxi ainda tem mais 200 destas invulgares casas, que foram usadas como moradias e como postos de defesa contra os invasores.